# Andrés Moisés Mba Ada
Andrés Moisés Mba Ada (Nkomo Odjap, Micomeseng, 28 de diciembre de 1928-Getafe, Madrid, 15 de noviembre de 2006) fue un político ecuatoguineano.

## Biografía
Nació el 28 de diciembre de 1928 en el poblado de Nkomo Odjap del distrito de Mikomeseng.
En 1948 ingresó en la Guardia Colonial alcanzado el grado de Cabo Primero, máximo rango militar al que podía acceder un indígena en aquella época. Abandonó su carrera militar en 1953 y se dedicó a los negocios. En 1960, después de la provincialización de los Territorios Españoles del Golfo de Guinea, fue nombrado vicepresidente de la Diputación Provincial de Río Muni y con la proclamación de la autonomía en 1964, ascendió a presidente de esta diputación, cargo que ejerció en paralelo al de procurador en las Cortes Españolas. En 1966 asumió la presidencia de la Unión Territorial de Cooperativas del Campo de Río Muni (UTECO) y posteriormente la del Instituto de Fomento Agrícola de Guinea Ecuatorial (INFOGE).
Participó activamente durante la Conferencia Constitucional de Guinea Ecuatorial de 1967-1968, como miembro del MUNGE. Formó parte de la facción de este partido que se integró en el "Secretariado Conjunto", coalición que apoyó a Francisco Macías Nguema en las Elecciones generales de Guinea Ecuatorial de 1968. Andrés Moisés formó parte de la lista parlamentaria del MUNGE para aquellas elecciones, pero no fue elegido como diputado de la Asamblea Nacional.
Tras la independencia fue nombrado Presidente del Consejo de Estado de la República, el tercer cargo más importante del país después del presidente Macías y el vicepresidente Edmundo Bossio. Mantuvo en ese periodo estrechas relaciones con el abogado español Antonio García Trevijano.
Después del fallido intento de golpe de Estado de 1969 encabezado por Atanasio Ndongo sufrió persecución y fue detenido por orden de Macías en 1970. En el año 1974 se exilió en Ginebra (Suiza) donde fue uno de los fundadores de la Alianza Nacional para la Restauración Democrática (ANRD).
Regresó a Guinea Ecuatorial en 1981 esperando retomar su carrera empresarial, pero fue involucrado en un supuesto intento de golpe de Estado contra Teodoro Obiang. Logró escapar del país antes de ser detenido y partió nuevamente al exilio, refugiándose esta vez en Madrid (España). Fue juzgado en rebeldía y condenado a 20 años de prisión. El gobierno guineano exigió al gobierno español su extradición, pero esta fue negada.
Después de la proclamación del multipartidismo en Guinea Ecuatorial en 1992, fue convencido para volver al país para presidir el partido Unión Popular (UP). Llegó a Malabo el 22 de agosto de 1993. Fue el candidato de la Unión Popular en las Elecciones presidenciales de Guinea Ecuatorial de 1996, pero se retiró junto a los demás candidatos de la oposición a Teodoro Obiang alegando fraude en el proceso. Aun así obtuvo el 0,6% de los votos.
Exiliado nuevamente en España, falleció el 15 de noviembre de 2006 en un hospital de Getafe, víctima de un derrame cerebral.